# Алфьоров Микола Семенович
Микола Семенович Алфьо́ров (нар. 26 вересня 1917, Компаніївка — пом. 6 листопада 1982, Свердловськ) — російський радянський архітектор і педагог, доктор архітектури з 1963 року; член Спілки архітекторів СРСР з 1952 року, член-кореспондент Академії мистецтв СРСР з 1978 року.

## Біографія
Народився 13 [26] вересня 1917 в селі Компаніївці Єлисаветградського повіту Херсонської губернії Російської імперії (тепер селище міського типу Кіровоградської області, Україна). Протягом 1935—1940 років навчався в Харківському інституті інженерів комунального будівництва. Брав участь у німецько-радянській війні. Член ВКП(б) з 1943 року.
З 1946 року в Уральському політехнічному інституті:
- у 1946—1952 — асистент кафедри архітектури (у 1948-1951 навчався в аспірантурі Московського архітектурного інституту; 1952 року захистив кандидатську дисертацію);
- у 1952—1964 — доцент кафедри архітектури;
- у 1964—1967 — професор, завідувач кафедри архітектури;

Протягом 1967—1972 — ректор Уральського відділення Московського архітектурного інституту, а протягом 1972—1982 — ректор Свердловського архітектурного інституту.
Помер в Свердловську 6 листопада 1982 року. Похований в Свердловську на Широкореченському кладовищі.

## Споруди, праці
проєкти і будівлі
- у Свердловську
  - водна станція в Парку культури та відпочинку імені В. В. Маяковського (1946);
  - реконструкція музею Я. М. Свердлова (з Г. О. Голубєвим, 1947);
  - житлові будинки на вулицях Малишева та Свердлова (1955);
  - ансамбль музейно-паркового ансамблю «Історична площа» (з Г. І. Дубровіним, А. В. Овечкіним, В. А. Піскуновим, А. Є. Коротковським, Л. П. Винокуровою, 1974);
- у Москві
  - реконструкція Чистопрудного бульвару;
  - планування та будівництво кварталу на Котельницькій набережній (1949);
- конкурсні проєкти:
  - монумент Перемоги у Вільнюсі;
  - будівля Ради міністрів Литовської РСР (Вільнюс, 1947);
  - пам'ятник воїнам та громадянам, загиблим під час визволення Сталіного;
  - будинок Сталінської обласної ради (Сталіно, 1944);
  - меморіальний знак на кордоні Європи та Азії (співавтор Б. М. Давідсон, 1954);
  - проект реконструкції Театру опери та балету в Свердловську (співавтори Б. М. Давідсон, П. В. Оранський, Н. С. Власенко, 1954).

публікації
- «Зодчие старого Урала» (Свердловськ, 1960) (рос.);
- «Архитектурное проектирование промышленных зданий и сооружений», частини 1-3 (Москва, 1979) (рос.).

## Відзнаки
- Нагороджений
  - Срібним хрестом за заслуги (Польська Народна Республіка, 1945)[1];
  - радянськими орденами: Червоної Зірки (31 серпня 1944)[2], Трудового Червоного Прапора (1971), «Знак Пошани» (1976)[1];
  - радянськими медалями: «За бойові заслуги» (15 листопада 1943), «За оборону Москви» (1 травня 1945), «За перемогу над Німеччиною» (9 травня 1945), «За визволення Варшави»[2];
- Народний архітектор СРСР з 1978 року.